# Adriana Asti
Adriana Asti (Milano, 30 aprile 1931 – Roma, 31 luglio 2025) è stata un'attrice e doppiatrice italiana.

## Biografia
Con i teatri stabili di Bolzano, Milano e Torino, si affermò in lavori contemporanei (tra cui Tanto tempo fa di Harold Pinter, e Rosa Luxemburg di Vico Faggi e Luigi Squarzina). Alla guida di una propria compagnia ha interpretato, tra l'altro, Trovarsi di Luigi Pirandello (1981), Santa Giovanna di George Bernard Shaw (1984), Giorni felici di Samuel Beckett (1985) e La locandiera di Carlo Goldoni (1986; in tournée a Parigi nel 1987). Nel 1988 ha interpretato Tre uomini per Amalia, un dramma scritto per lei da Cesare Musatti, il padre della psicanalisi italiana.
Con un'altra opera scritta appositamente per lei da Natalia Ginzburg, L’inserzione (già interpretata nel 1968 con la regia di Luchino Visconti), Adriana Asti tornò a Parigi, sempre nel 1988. Vincitrice del premio Siae per il teatro italiano in Francia (1990) e del Premio Eleonora Duse (1993), nel 1999 ha scritto e interpretato, accanto a Franca Valeri, Alcool, commedia surreale sulla decadenza dell'alta borghesia. Nel 2000 inoltre ha interpretato in francese Ferdinando, classico della drammaturgia degli anni ottanta di Annibale Ruccello, il cui testo si avvale di una romanzesca lingua napoletana dell'ottocento.
Tra le sue più importanti interpretazioni cinematografiche: Prima della rivoluzione (1964) di Bernardo Bertolucci; Ludwig (1973) di Luchino Visconti; Il fantasma della libertà (1974) di Luis Buñuel e Un cuore semplice (1977) di Giorgio Ferrara (da Gustave Flaubert). Per la TV, nel 1995 è stata tra i protagonisti della miniserie La famiglia Ricordi, con la regia di Mauro Bolognini. Nel 2002 ha recitato nel film Bimba - È clonata una stella di Sabina Guzzanti, nel 2003 in Tosca e altre due di Giorgio Ferrara e in La meglio gioventù di Marco Tullio Giordana, nel 2005  in Quando sei nato non puoi più nasconderti, sempre di Giordana e nel 2008 ne L'ultimo Pulcinella di Maurizio Scaparro.
Nel 2015 fu protagonista di A.A. professione attrice, documentario di Rocco Talucci incentrato sulla sua carriera cinematografica e teatrale. Nel 2023 fu ospite in una puntata del programma televisivo Le ragazze, trasmessa il 10 aprile, nella quale raccontò la propria vita a partire dall'infanzia, passando per gli esordi, fino al successo.

## Vita privata
In prime nozze sposò il pittore Fabio Mauri dal quale divorziò. In seguito ebbe una relazione con il regista Bernardo Bertolucci e infine sposò un altro regista, Giorgio Ferrara, più giovane di lei, con cui visse a Roma e del quale rimase vedova nel 2023. Non ebbe figli. Morì nel sonno il 31 luglio 2025 all'età di 94 anni, presso la clinica Villa Salaria a Roma dov'era ricoverata da alcuni giorni. I funerali si svolsero due giorni dopo sempre a Roma, presso la basilica di Santa Maria in Montesanto (la «Chiesa degli artisti»), in piazza del Popolo.

## Filmografia

### Cinema

Adriana Asti in Nipoti miei diletti (1974) di Franco Rossetti

- Città di notte, regia di Leopoldo Trieste (1958)
- Arrangiatevi, regia di Mauro Bolognini (1959)
- Rocco e i suoi fratelli, regia di Luchino Visconti (1960)
- Cronache del '22, regia di Guidarino Guidi, episodio Giorno di paga (1961)
- Accattone, regia di Pier Paolo Pasolini (1961)
- Il disordine, regia di Franco Brusati (1962)
- Prima della rivoluzione, regia di Bernardo Bertolucci (1964)
- Che cosa sono le nuvole?, episodio di Capriccio all'italiana, regia di Pier Paolo Pasolini (1968)
- Più tardi Claire, più tardi..., regia di Brunello Rondi (1968)
- I visionari, regia di Maurizio Ponzi (1968)
- Metti, una sera a cena, regia di Giuseppe Patroni Griffi (1969)
- Una tarantola dalla pelle calda (Duett för kannibaler), regia di Susan Sontag (1969)
- Homo Eroticus, regia di Marco Vicario (1971)
- Anche se volessi lavorare, che faccio?, regia di Flavio Mogherini (1972)
- Le notti peccaminose di Pietro l'Aretino, regia di Manlio Scarpelli (1972)
- D'amore si muore, regia di Carlo Carunchio (1972)
- Ludwig, regia di Luchino Visconti (1973)
- Una breve vacanza, regia di Vittorio De Sica (1973)
- Amore e ginnastica, regia di Luigi Filippo D'Amico (1973)
- La schiava io ce l'ho e tu no, regia di Giorgio Capitani (1973)
- Paolo il caldo, regia di Marco Vicario (1973)
- Nipoti miei diletti, regia di Franco Rossetti (1974)
- La prova d'amore, regia di Tiziano Longo (1974)
- Il fantasma della libertà (Le fantôme de la liberté), regia di Luis Buñuel (1974)
- Il trafficone, regia di Bruno Corbucci (1974)
- Zorro, regia di Duccio Tessari (1975)
- Conviene far bene l'amore, regia di Pasquale Festa Campanile (1975)
- Per le antiche scale, regia di Mauro Bolognini (1975)
- La smagliatura (Der dritte drag), regia di Peter Fleischmann (1975)
- Chi dice donna dice donna, regia di Tonino Cervi (1976)
- L'eredità Ferramonti, regia di Mauro Bolognini (1976)
- Un amore targato Forlì, regia di Riccardo Sesani (1976)
- Maschio latino... cercasi, regia di Giovanni Narzisi (1977)
- Terzo episodio di Stato interessante, regia di Sergio Nasca (1977)
- Un cuore semplice, regia di Giorgio Ferrara (1977)
- Gran bollito, regia di Mauro Bolognini (1977)
- Caligola, regia di Tinto Brass (1979)
- Action, regia di Tinto Brass (1980)
- Il petomane, regia di Pasquale Festa Campanile (1983)
- Il prete bello, regia di Carlo Mazzacurati (1989)
- Chimere (Chimère), regia di Claire Devers (1989)
- La settima stanza (Siódmy pokój), regia di Márta Mészáros (1995)
- Pasolini, un delitto italiano, regia di Marco Tullio Giordana (1995)
- Le cri de la soie, regia di Yvon Marciano (1996)
- Mange ta soupe, regia di Mathieu Amalric (1997)
- Una vita non violenta, regia di David Emmer (1999)
- Nag la bombe, regia di Jean-Louis Milesi (2000)
- Il buma, regia di Giovanni Massa (2002)
- Bimba - È clonata una stella, regia di Sabina Guzzanti (2002)
- Tosca e altre due, regia di Giorgio Ferrara (2003)
- La meglio gioventù, regia di Marco Tullio Giordana (2003)
- Quando sei nato non puoi più nasconderti, regia di Marco Tullio Giordana (2005)
- Trailer for a Remake of Gore Vidal's Caligula, regia di Francesco Vezzoli (2005)
- L'ultimo Pulcinella, regia di Maurizio Scaparro (2008)
- Gli imperdonabili, regia di André Téchiné (2011)
- Pasolini, regia di Abel Ferrara (2014)
- Journal d'une femme de chambre, regia di Benoît Jacquot (2015)
- Nome di donna, regia di Marco Tullio Giordana (2018)
- Donna Fabia, regia di Marco Tullio Giordana – cortometraggio (2018)

### Televisione
- Partita a quattro di Nicola Manzari, regia di Silverio Blasi – miniserie TV (1954)
- Un mese in campagna di Ivan Sergeevič Turgenev, regia di Mario Landi – miniserie TV (1957)
- Vita col padre e con la madre, regia di Daniele D'Anza – miniserie TV (1960)
- Gente che va, gente che viene, regia di Enzo Trapani – miniserie TV (1960)
- La fiera della vanità, regia di Anton Giulio Majano – miniserie TV (1967)
- Come un uragano, regia di Silverio Blasi – miniserie TV (1971)
- Paese di mare, regia di Salvatore Nocita – film TV (1972)
- I Nicotera, regia di Salvatore Nocita – miniserie TV (1972)
- La signora Morli, una e due di Luigi Pirandello, regia di Ottavio Spadaro – miniserie TV (1972)
- All'ultimo minuto – serie TV, episodio 3x01 (1973)
- Sabato sera dalle nove alle dieci di Ugo Gregoretti, regia di Giancarlo Nicotra – varietà TV (1973)
- Addavenì quel giorno e quella sera, regia di Giorgio Ferrara – miniserie TV (1979)
- Les allumettes suédoises, regia di Jacques Ertaud (1996)
- Favola, regia di Fabrizio De Angelis – film TV (1996)
- Il grande fuoco, regia di Fabrizio Costa – miniserie TV (1996)
- Dans un grand vent de fleurs, regia di Gérard Vergez (1996)
- Avvocati – serie TV (1998)
- Karol - Un papa rimasto uomo, regia di Giacomo Battiato – miniserie TV (2006)
- Mes parents chéris, regia di Philomène Esposito (2006)
- La pluie des prunes, regia di Frédéric Fisbach (2007)

## Teatro
- Elisabetta d'Inghilterra di Ferdinand Bruckner, regia di Giorgio Strehler. Prima al Piccolo Teatro di Milano, 21 novembre 1952.
- Il crogiuolo di Arthur Miller, regia di Luchino Visconti. Teatro Quirino di Roma, 15 novembre 1955.
- Patata di Marcel Achard, regia di Gino Cervi. Teatro Nuovo di Milano, 11 dicembre 1957.
- Veglia la mia casa, angelo di Ketti Frings, regia di Luchino Visconti (1958)
- Questa sera si recita a soggetto di Luigi Pirandello, regia di Vittorio Gassman. Prima al Teatro Alfieri di Torino, 3 febbraio 1962.
- Mito e libertà di autori vari, regia di Vittorio Gassman. Prima al cinema Maestoso di Roma, 17 aprile 1962.
- Ti ho sposato per allegria di Natalia Ginzburg. Teatro Gobetti di Torino, 14 maggio 1966.
- L'inserzione di Natalia Ginzburg, regia di Luchino Visconti (1969)
- Tanto tempo fa di Harold Pinter, regia di Luchino Visconti (1973)
- Rosa Luxemburg di Vico Faggi e Luigi Squarzina (anche regista). Sala del CULMV al porto di Genova (1976)
- Come tu mi vuoi di Luigi Pirandello, regia di Susan Sontag (1979-1980)
- Trovarsi di Luigi Pirandello, regia di Giorgio Ferrara (1981)
- Les bonnes di Jean Genet, regia di Mario Missiroli. Prima al Teatro Carignano di Torino, 16 febbraio 1980.
- La Maria Brasca di Giovanni Testori, regia Andrée Ruth Shammah. Teatro Franco Parenti di Milano, 26 ottobre 1992.
- Giorni felici di Samuel Beckett, regia di Robert Wilson. Debutto al 52º Festival dei Due Mondi di Spoleto, giugno 2010.
- La voce umana/Il bell'indifferente di Jean Cocteau, adattamento di René de Ceccatty, regia di Benoît Jacquot. Debutto al 56º Festival dei Due Mondi di Spoleto, luglio 2013.
- Danza macabra, regia di Luca Ronconi (2014)
- Memorie di Adriana di Andrée Ruth Shammah (adattamento teatrale e regia), tratto dal libro Ricordare e dimenticare, conversazione tra Adriana Asti e René de Ceccatty. Milano (2017)
- La ballata della Zerlina di Hermann Broch, adattamento di René de Ceccatty, regia di Lucinda Childs. Debutto al 62º Festival dei Due Mondi di Spoleto, luglio 2019.[8]

## Prosa televisiva Rai
- Partita a quattro di Nicola Manzari, regia di Silverio Blasi, trasmessa il 12 novembre 1954.
- Il cuore e il mondo, regia di Mario Landi, trasmessa il 4 luglio 1958.
- Giorgio Washington ha dormito qui, regia di Sandro Bolchi, trasmessa il 30 ottobre 1959.
- Dream girl di Elmer Rice, regia di Flaminio Bollini, 31 agosto 1969.
- Qualcuno bussa alla porta, episodio: Il pacco, sceneggiato televisivo trasmesso l'11 dicembre 1970.
- Il matrimonio di Figaro, dall'opera di Pierre-Augustin Caron de Beaumarchais, regia di Sandro Sequi, trasmessa dal Secondo Programma il 28 gennaio 1972.
- L'inserzione, regia di Flaminio Bollini (1972)
- La fiera della vanità di William Makepeace Thackeray, regia di Anton Giulio Majano

## Prosa radiofonica Rai
- L'allodola di Jean Anouilh, regia di Mario Ferrero, trasmessa il 12 marzo 1954.
- Processo di famiglia di Diego Fabbri, regia di Alessandro Brissoni, trasmessa il 16 maggio 1955.
- Carissima Ruth di Norman Krasna, regia di Umberto Benedetto, trasmessa il 10 giugno 1957.
- Il Tartuffo di Molière, regia di Gianni Santuccio, Compagnia Stabile del Teatro Manzoni di Milano, trasmessa il 5 agosto 1956.
- La trappola, dramma di Ferdinand Bruckner, regia di Umberto Benedetto, trasmessa il 13 gennaio 1963.

## Programmi televisivi
- Sotto il divano (1979)

## Doppiaggio
- Claudia Cardinale in Vento del Sud, I delfini, La ragazza con la valigia, I leoni scatenati
- Jacqueline Sassard in Guendalina, Tutti innamorati, Estate violenta
- Catherine Spaak in Dolci inganni, Made in Italy
- Anouk Aimée in Le stagioni del nostro amore
- Anna Maria Alberghetti in 10.000 camere da letto
- Marisa Allasio in Susanna tutta panna
- Norma Bengell in Mafioso
- Claire Bloom in Il maestro di Vigevano
- Lea Massari in I sogni nel cassetto
- Magali Noël in Amarcord
- Emmanuelle Riva in Le ore dell'amore
- Letícia Román in Un tentativo sentimentale
- Stefania Sandrelli in La bella di Lodi
- Rosanna Schiaffino in Un ettaro di cielo
- Romy Schneider in Boccaccio '70
- Bernice Stegers in La città delle donne
- Josiane Tanzilli in Amarcord
- Edy Vessel in 8½

## Scritti
- La lettrice dei destini nascosti, Piemme, 2010, ISBN 9788856606232
- Giorgio Albertazzi, Adriana Asti, Glauco Mauri, Ragazzi terribili raccontano senza inibizioni 60 anni di vita d'Italia, Rizzoli, 2010, ISBN 9788817042826
- Adriana Asti, René De Ceccatty, Se souvenir et oublier (Ediz. italiana), Portaparole, 2011, ISBN 9788889421994
- Un futuro infinito. Piccola autobiografia, Mondadori, 2017, ISBN 9788804676539

## Riconoscimenti
- David di Donatello
  - 1974 – David speciale

- Nastro d'argento
  - 1965 – Candidatura alla migliore attrice protagonista per Prima della rivoluzione
  - 1974 – Migliore attrice non protagonista per Una breve vacanza
  - 1977 – Migliore attrice non protagonista per L'eredità Ferramonti
  - 2004 – Migliore attrice protagonista per La meglio gioventù
  - 2004 – Candidatura alla migliore attrice protagonista per Tosca e altre due
  - 2015 – Nastro d'argento speciale
  - 2018 – Candidatura alla migliore attrice non protagonista per Nome di donna

- Globo d'oro
  - 2004 – Gran Premio della Stampa Estera per La meglio gioventù

- Ciak d'oro
  - 2004 – Migliore attrice non protagonista per La meglio gioventù[9]

- Premio Flaiano Sezione teatro[10]
  - 1999 – Premio alla carriera